# Manfred Hollenbach

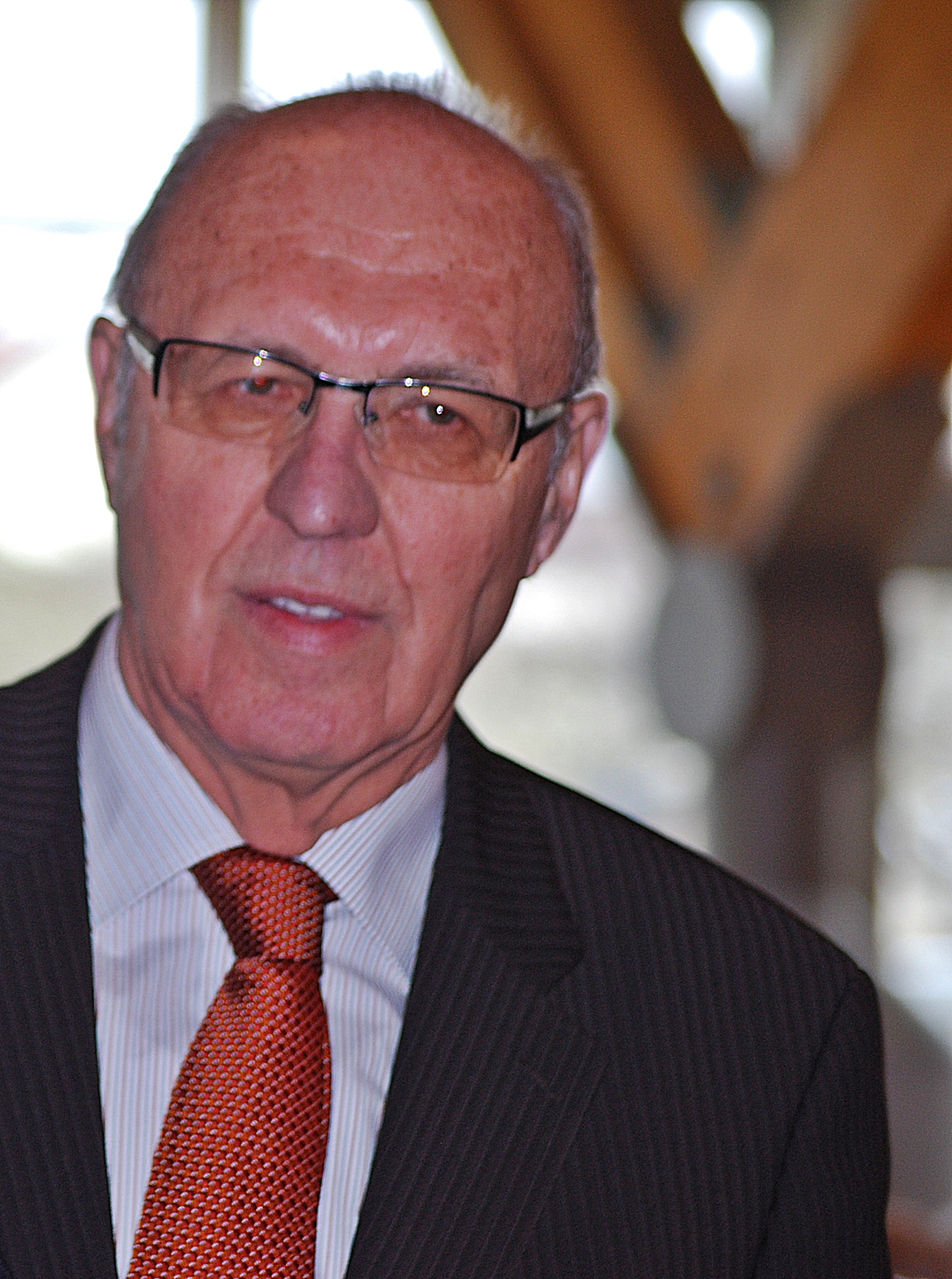
Manfred Hollenbach im März 2011 in Löchgau

Manfred Hollenbach (* 1. Januar 1946 in Creglingen) ist ein deutscher Politiker der CDU.

## Ausbildung und Beruf
Manfred Hollenbach besuchte von 1952 bis 1962 die Grundschule und das Gymnasium in Creglingen und Weikersheim. Er absolvierte von 1962 bis 1967 die Ausbildung zum gehobenen Verwaltungsdienst am Verwaltungsaktuariat Blaufelden und beim Landratsamt Bad Mergentheim. An der Staatlichen Verwaltungsschule Stuttgart erlangte er den Abschluss Diplom-Verwaltungswirt (FH). Die Gemeinde Oberstenfeld stellte Manfred Hollenbach 1966 als Kämmerer ein. Dieses Amt hatte er bis 1972 inne.

## Politische Tätigkeit
Manfred Hollenbach wurde am 11. Juli 1972 zum Bürgermeister der Gemeinde Murr gewählt. Seit 1984 ist er Mitglied des Kreistag des Landkreises Ludwigsburg und seit 1994 als Vorsitzender der CDU-Fraktion.
Am 1. Oktober 2005 rückte er für Annette Schavan als Abgeordneter für den Wahlkreis 14 Bietigheim-Bissingen in den Landtag von Baden-Württemberg nach. Bei der Landtagswahl 2006 erzielte er mit einem Stimmenanteil von 41,5 Prozent das Direktmandat in diesem Wahlkreis. In seiner Heimatgemeinde Murr erhielt er ein weit überdurchschnittliches Ergebnis von 57,8 Prozent der Stimmen. Am 30. Juni 2010 nahm Manfred Hollenbach als Mitglied der 14. Bundesversammlung an der Wahl des 10. Bundespräsidenten teil. Zur Landtagswahl 2011 wurde er erneut als Kandidat für den Wahlkreis Bietigheim-Bissingen aufgestellt. Mit einem Stimmenanteil von 38,2 Prozent verteidigte er sein Direktmandat, wobei er in seiner Heimatgemeinde bei zweistelligen Verlusten ein immer noch überdurchschnittliches Ergebnis von 46,7 Prozent erreichte. Im Landtag war er Mitglied im Finanz- und Wirtschaftsausschuss und im Innenausschuss.
Zur Bürgermeisterwahl in Murr 2012 trat Hollenbach nicht mehr an und beendete somit nach fast vierzigjähriger Amtszeit seine Tätigkeit als Bürgermeister der Gemeinde Murr. Zu seinem Nachfolger wurde am 22. April 2012 mit 72,26 Prozent der Stimmen Torsten Bartzsch gewählt.
Im Februar 2015 kündigte Hollenbach an, bei der Landtagswahl in Baden-Württemberg 2016 nicht mehr anzutreten.
Er ist Mitglied des Verwaltungsrats der Kreissparkasse Ludwigsburg.

## Familie und Privates
Manfred Hollenbach ist evangelisch. Er ist seit 1970 mit seiner Frau Margot verheiratet und hat zwei erwachsene Töchter.